# SWEEPS-11
SWEEPS-11 (SWEEPS J175902.67-291153.5) – gwiazda znajdująca się około 8500 parseków od Ziemi w centralnym zgrubieniu Drogi Mlecznej. Jej masa wynosi około 1,1 masy Słońca, a promień 1,45 promienia Słońca. Posiada układ planetarny, orbitująca wokół niej planeta SWEEPS-11 b jest prawdopodobnie gazowym olbrzymem.